# ザ・ウルフマン (プロレスラー)
ウィリー "ザ・ウルフマン" ファーカス（Willie "The Wolfman" Farkas、本名：Vilmos Farkas、1935年 - 2016年1月10日）は、ハンガリー出身のプロレスラー。
ウルフマン（狼男）のリングネーム通り、野獣系の怪奇派ヒールとして、移住地のカナダおよびアメリカの各団体で活動。「カナダの荒野で狼に育てられた」という触れ込みのもと、髪と髭を伸ばし放題にして毛皮を身にまとい、鎖につながれてリングに登場するパフォーマンスで注目を集めた。

## 来歴
1956年、共産主義政権下のハンガリーから逃れてカナダのオンタリオ州へ移住。タバコ農場や鉄工所で肉体労働に就きながら、トロントで邂逅したマイケル・シクルナのトレーニングを受け、1962年にデビュー。以降、ビル・ファーカス（Bill Farkas）またはウィリー・ファーカス（Willie Farkas）をリングネームに、カルガリーやモントリオールなどカナダ各地を転戦した。
1970年よりWWWFに登場。1月8日にはワシントンDCでブルーノ・サンマルチノのWWWF世界ヘビー級王座に挑戦した。以降もWWWFでは、イワン・コロフ、プロフェッサー・タナカ、マリオ・ミラノ、カウボーイ・ボブ・エリス、ゴリラ・モンスーン、チーフ・ジェイ・ストロンボーらと対戦。狼男のギミックも確立され、1971年からはザ・ウルフマン（The Wolfman）として新王者のペドロ・モラレスにも度々挑戦し、タッグマッチではブラックジャック・マリガンやブルドッグ・ブラワーのパートナーを務めた。
1972年にはインディアナポリスのWWAでザ・ビーストことカナディアン・ワイルドマン（デイブ・マッキグニー）と野獣コンビを組み、ウイルバー・スナイダー&アート・トーマスやディック・ザ・ブルーザー&クラッシャー・リソワスキーと対戦。ロサンゼルス地区では1974年にオリンピック・オーディトリアムにてエドワード・カーペンティアとも対戦した。
1975年、フレッド・ブラッシーをマネージャーに迎えてWWWFに再登場。ニューヨークのマディソン・スクエア・ガーデンではジョニー・ロッズから勝利を収め、WWWF王者に返り咲いたサンマルチノにもフィラデルフィアやボルチモアなど各地で挑戦した。1976年8月には全日本プロレスに初来日。ジャンボ鶴田やザ・デストロイヤーとのシングルマッチも行われ、外国人エース格のボボ・ブラジルと組んでのタッグマッチでジャイアント馬場とも対戦した。
1970年代後半はホームタウンのトロントをはじめとする五大湖エリアで活動。トロントではスウィート・ダディ・シキやスタン・スタージャック、ザ・シークが主宰していたデトロイト地区ではマイティ・イゴールやアル・コステロと対戦している。以降、セミリタイア後の1980年代もトロントを中心に、マリタイムズのビッグ・ベア・プロモーションズなどに単発出場していた。
2016年1月10日、80歳で死去。

## 得意技
- ハンギング・ネックブリーカー[4]
- 噛みつき、かきむしり、チョークなどの反則攻撃

## 逸話
同じくトロントに居住していたタイガー・ジェット・シンとは交流があり、シンのプロモートした諸外国での興行に参加したこともある。トリニダード・トバゴに遠征した際は、不審人物として空港で身柄を拘束され国外追放となるところだったが、シンが身元を保証して入国することができたという。